# Freenet AG
Die Freenet AG ist ein börsennotiertes deutsches Telekommunikationsunternehmen mit Sitz in Büdelsdorf in Schleswig-Holstein, das 2007 aus der Fusion von Mobilcom und freenet.de entstand. Freenet ist nach eigenen Angaben der größte netzunabhängige Mobilfunk-Service-Provider in Deutschland.

## Vorgeschichte als Freenet.de
Freenet.de war ursprünglich eine Marke der damaligen Mobilcom-Gruppe für Internetdienste (Internetserviceprovider und Internetportal).
Die Mobilcom wiederum übernahm zum 1. Januar 1998 die von Rolf Krause geleitete Firma Topnet, die seit 1996 als Internetprovider tätig war.
Im Dezember 1999 wurde Freenet mittels eines Spin-offs an der Börse notiert; Mobilcom war an Freenet.de mit 50,4 % weiterhin beteiligt. Das Internetportal repräsentierte das Kerngeschäft von Freenet.de und beinhaltete die Vermarktung von Inhalten und Funktionen über die Internetseite www.freenet.de. Zu den kostenlosen Leistungen zählten Informationen und Nachrichtendienste für die verschiedensten Bereiche, wie z. B. Wirtschaft, Gesellschaft, Sport und Unterhaltung sowie die Freenet-Community. Bestandteile des Freenet.de-Portals waren darüber hinaus kostenpflichtige Dienste wie zum Beispiel das E-Mail Office und die Singles Community. Um den Umsatz über das Freenet-Internetportal zu steigern, wurde beim klassischen Freenet-Schmalband-Internetzugang (Modem, ISDN) über Internet-by-Call und eigene Einwahlknoten bei jeder Einwahl die Homepage des Freenet-Portals (mittels Proxy) im Webbrowser dargestellt; das Schmalband-Access-Geschäft diente demgemäß vor allem auch als Umsatztreiber für das Portalgeschäft und die Bezahldienste.
Seit März 2003 bot das Unternehmen einen Breitbandzugang auf Basis von T-DSL und T-DSL-ZISP über ein eigenes IP-Backbone an, welcher auch über Reseller vermarktet wird; im weiteren Jahresverlauf kaufte die Freenet.de AG von ihrer damaligen Muttergesellschaft Mobilcom das gesamte Festnetzgeschäft und entwickelte sich von einem reinen Internetdienstleister zu einem Telekommunikationsanbieter weiter. Im Frühjahr 2004 startete Freenet.de mit dem Angebot freenet iPhone die Internet-Telefonie (Voice over IP) ins In- und Ausland. Ab Herbst 2004 verkaufte Freenet.de T-DSL-Resale-Anschlüsse unter eigenem Namen.
Zum Jahreswechsel 2004/2005 kamen der Bereich Webhosting durch die Übernahme des Anbieters Strato sowie das Mehrwertdienst-Geschäft durch den Zukauf der ehemaligen Talkline ID (jetzige NEXT ID GmbH) (Anbieter von Servicenummern im Bereich 0800, 0900, 0180 und intelligenten Netzdiensten) ins Unternehmens-Portfolio. Beide Akquisitionen stärkten insbesondere den vormals noch schwachen Business-to-Business-Unternehmensbereich. Außerdem hat Freenet zusammen mit RapidSolution Software zum 1. Mai 2004 die air2mp3 in Karlsruhe gegründet. Ab 2006 wurden mittels der Technikpartner QSC und Telefónica in deren Kollokations-Ausbaugebieten (2007 mit circa 50–60 % Bevölkerungsabdeckung) die DSL-Zugänge mittels Line-Sharing anstelle von T-DSL-Resale realisiert; zusätzlich wurden dort Komplettanschlusspakete ohne gebündelten Telekom-Festnetzanschluss auf Basis von DSL-Datenanschlüssen angeboten. Anfang 2007 wurde die deutsche Business-to-Consumer-Sparte (Schmalband, DSL) von Tiscali übernommen.

## Fusion mit Mobilcom
Anfang Juli 2005 wurde die Reintegration mittels Fusion von freenet.de in den damaligen Mehrheitseigner Mobilcom bekanntgegeben. Danach liefen zahlreiche Klagen von Aktionären beider Firmen gegen die Verschmelzung, so dass die geplante Fusion erst 2007 verwirklicht werden konnte. Die heutige Gesellschaft Freenet AG wurde im Mai 2005 als Telunico Holding zur Vorbereitung der Fusion der Mobilcom AG mit der freenet.de AG gegründet; im März 2007 hat die inzwischen in Freenet AG umfirmierte Telunico Holding die Unternehmen Mobilcom und freenet.de aufgenommen. Seit dem 5. März 2007 ist die neue Freenet AG an der Börse notiert.

## Geschichte nach Fusion mit Mobilcom

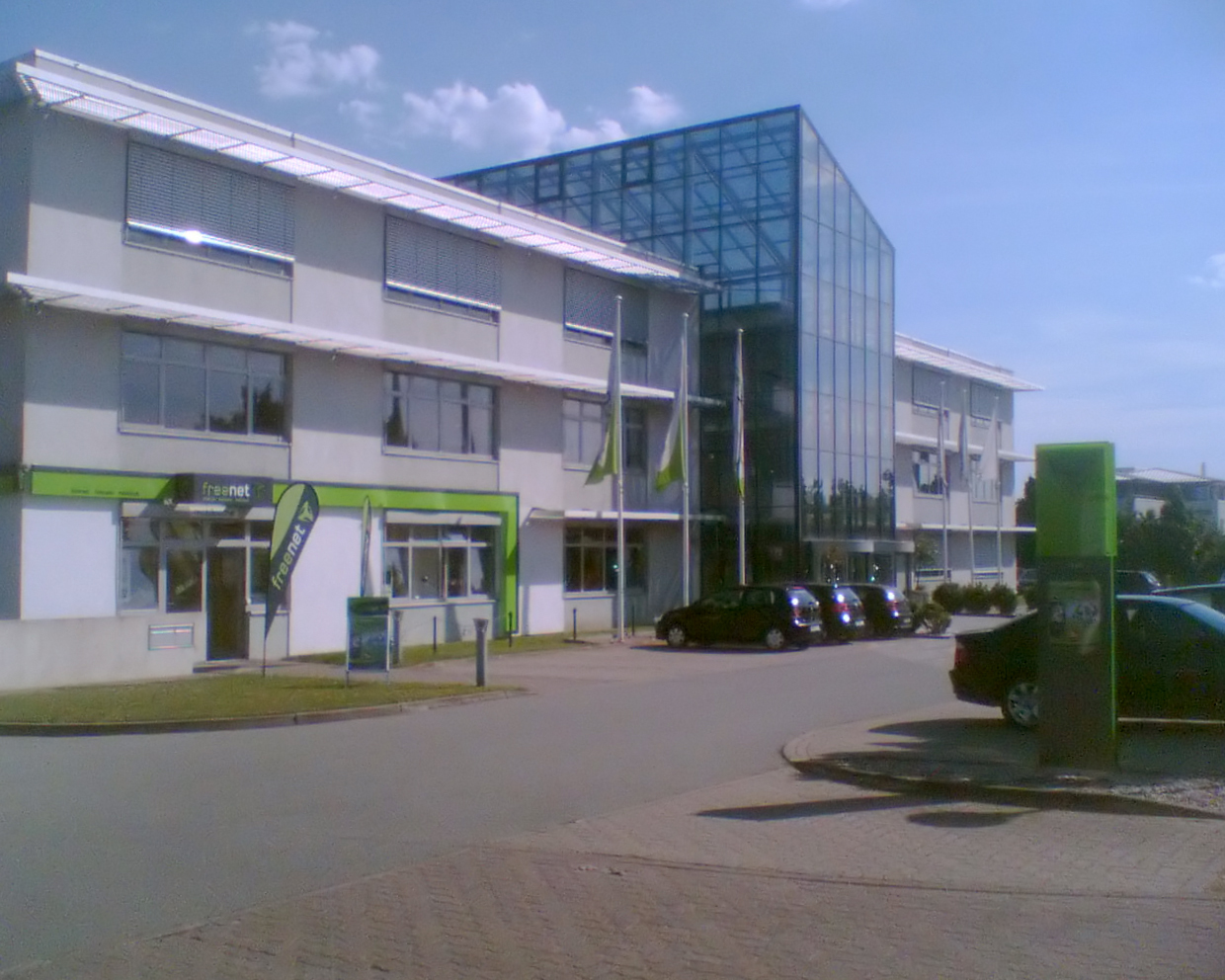
Unternehmenszentrale in Büdelsdorf bei Rendsburg

Freenet ist seit März 2007 im Wesentlichen als Holdinggesellschaft aufgestellt und bietet nach der Fusion von Mobilcom und freenet.de über ihre Tochtergesellschaften ein Spektrum an Telekommunikationsdienstleistungen an. Dazu gehörte das in der Freenet Breitband gebündelte DSL Zugangsgeschäft, das unter der Mobilcom Communicationstechnik geführte Mobilfunkgeschäft (heute Freenet DLS) sowie das Internet- und E-Mail-Geschäft, das in der Freenet.de GmbH organisiert war.
Die Unternehmen Drillisch und United Internet beabsichtigten im Jahr 2008 eine Übernahme von Freenet, um sie dann in die Sparten Internet für United Internet und Mobilfunk für Drillisch aufzuspalten. Die Freenet kündigte im April 2008 an, über die Tochtergesellschaft Mobilcom-Debitel die Debitel samt ihren Verbindlichkeiten für ca. 1,6 Milliarden Euro von der Kapitalbeteiligungsgesellschaft Permira übernehmen zu wollen. Eine Einigung mit den Kreditgebern der Debitel sei bereits perfekt. Permira wurde dadurch mit fast 25 Prozent größter Einzelaktionär bei Freenet, während durch die neuen Aktien der prozentuale Anteil von Drillisch und United Internet deutlich sanken.
Permira stellte sich hinter den Freenet-Vorstandsvorsitzenden Eckhard Spoerr.
Die Ablösung des Aufsichtsrates und des Vorstandes Spoerr auf der Hauptversammlung im August 2008 scheiterte.
Der Vorstandsvorsitzende Spoerr erklärte dennoch nach fast 10-jähriger Führung der Freenet Mitte Dezember 2008 seinen Rücktritt zum 23. Januar 2009. Er begründete seinen Rücktritt mit monatelangen Komplikationen mit den beiden Investoren United Internet und Drillisch.
Nachfolger wurde als Interims-CEO Joachim Preisig, der zuvor Vorstand bei der aufgekauften Debitel war.
Die DSL-Sparte wurde in die Freenet Breitband ausgegliedert und Mitte Juni 2008 zum Verkauf angeboten.
Vodafone Deutschland bekundete Interesse an der DSL-Sparte. Bis Anfang März 2009 stockte der Verkauf der DSL-Sparte weiterhin.
United Internet gab Ende Mai 2009 die Übernahme der DSL-Sparte mit ca. 700.000 DSL-Kunden bekannt. Der Kaufpreis von 123 Mio. Euro wurde zu ca. 70 Mio. Euro in bar und die restlichen 63 Mio. Euro mit United-Internet-Aktien finanziert. Die technische Migration und Abrechnung wurde zum 1. Dezember 2009 abgeschlossen. Freenet-Bestandskunden konnten in einen 1&1-Tarif wechseln oder den alten Tarif behalten.
Freenet „empfiehlt“ seinen Kunden seitdem die 1&1-Internetanschlüsse in seinen Shops. United Internet rückte mit ca. 3,5 Mio. DSL-Kunden zum zweitgrößten DSL-Anbieter nach der Deutschen Telekom auf.
Die Debitel Nederland mit 120 Beschäftigten und ca. 530.000 Kunden wurde unterdessen an den niederländischen Mobilfunkbetreiber KPN verkauft.
Ebenfalls im Jahr 2009 wurden rund 1.000 Läden der Ketten mobilcom, debitel, _dug und Talkline unter der einheitlichen Marke mobilcom-debitel in der mobilcom-debitel Shop zusammengeführt. O2 übernahm 80 freenet-Shops und wandelte diese bis Sommer 2009 in O2-Shops und Partnershops um. Die klarmobil.de GmbH vertreibt seit 2009 unter den Discountmarken callmobile, klarmobil und crash-tarife Mobilfunktarife aus dem so genannten No-Frills-Umfeld. Der Markenname freenet.de wird noch für das Portalgeschäft fortgeführt. Aufgrund dieser Restrukturierung von Geschäftsbereichen und Standorten hat sich die Mitarbeiterzahl im freenet-Konzern im Jahresverlauf 2009 um 2.861 auf 4.394 verringert.
Nachfolger des Mitte Januar 2009 ausgeschiedenen Vorstandschefs Eckhard Spoerr und des Interims-Vorstandsvorsitzenden Preisig wurde der von der Debitel kommende Manager Christoph Vilanek. Zum Jahreswechsel 2009/2010 stieg der Aktionär Permira bei freenet aus, zuletzt hatte Permira knapp über 10 % des Kapitals gehalten.
Im Dezember 2012 verkaufte Freenet die FreeXmedia an Media Ventures (Ströer-Gruppe) und die 4Players GmbH an den Verlag Computec Media (Marquard Media). Im Dezember 2012 gab Freenet darüber hinaus bekannt, dass Mobilcom-Debitel, die zur freenet-Gruppe gehört, die Gravis Computervertriebsgesellschaft übernehmen werde. Im Jahr 2013 folgte darüber hinaus die Übernahme aller Gesellschaftsanteile der Jesta Digital, die 2014 in Freenet Digital umbenannt wurde. Im März 2013 wurden über die mobilcom-debitel ferner 51 Prozent der Anteile der Motion TM erworben.
Im Jahr 2016 erwarb Freenet für 714 Mio. € rund ein Viertel der Anteile der Schweizer Sunrise Communications AG. Im selben Jahr kaufte Freenet über die mobilcom-debitel 100 Prozent der Geschäftsanteile der Media Broadcast und erweiterte dadurch ihr Portfolio um Dienstleistungen zur Fernseh- und Radioübertragung.
Mit dem Erwerb von rund einem Viertel der Anteile der Exaring baute die Freenet das TV-Geschäft weiter aus.
Im Juni 2018 verkündete die Freenet die Übernahme von knapp zehn Prozent der Aktien des Mutterunternehmens der MediaMarktSaturn Handelsgruppe, der Ceconomy. Die Übernahme erfolgte im Rahmen einer Kapitalerhöhung bei Ceconomy zu einem Preis von insgesamt rund 277 Millionen Euro oder 8,50 Euro pro Stückaktie. 2019 hielt Freenet 50,01 % an Exaring, zu der Waipu.tv gehört.
Im Jahr 2019 wurde über die Tochtergesellschaft Mobilcom-Debitel das Unternehmen The Cloud Networks Germany übernommen. Der in München ansässige EDV-Dienstleister bietet insbesondere drahtloses Internet in Beherbergungsbetrieben an, aber auch in Schulen, Kliniken, Einzelhandelsgeschäften und öffentlichen Räumen. Das 2005 gegründete Unternehmen verfügt 2023 über Niederlassungen in Heinsberg, Offenbach und Stockholm.
Freenet trennte sich per Ende Dezember 2019 von der 51-prozentigen Beteiligung an der Motion TM und verkaufte die Geschäftsanteile an die Altgesellschafter.
Im August 2020 verkaufte Freenet die Tochtergesellschaft Freenet Digital, die das digitale Mobile-Entertainment-Angebot der Gruppe bündelt, an die britische Media and Games Invest (MGI) und schloss eine strategische Kooperation mit dem Unternehmen über die zukünftige Zusammenarbeit.
Von den Anteilen am Schweizer Telekommunikationsanbieter Sunrise Communications, an dem Freenet mit ca. 25 Prozent beteiligt war, trennte sich Freenet im November 2020 für rund 1,1 Mrd. Euro.
Ende Februar 2022 wurde bekannt, dass die Marke Mobilcom-Debitel im Juli desselben Jahres zugunsten freenet eingestellt wird. Die Umstellung erfolgt am 13. Juli, zusätzlich wurde das Unternehmen umbenannt in freenet DLS.

## Heutige Unternehmensstruktur
Die Freenet teilt ihre Aktivitäten in die folgenden Geschäftsfelder ein:
- Mobilfunk
- TV-Entertainment
- Internet

Freenet bezeichnet sich heute als „Digital Lifestyle Provider“. Die Freenet-Gruppe hat 9 Standorte in Deutschland und agiert bundesweit mit rund 3784 Mitarbeitern. Sie ist in Deutschland mit rund 520 freenet Shops und 40 Gravis-Stores vertreten. Zudem verfügt Freenet über rund 400 Exklusivpartnerschaften mit Elektronikmärkten und mehrere tausend weitere Retail- und Vertriebspartner im Fachhandel sowie einen aktiven Online-Vertrieb.
Vorsitzender des Aufsichtsrats ist Marc Tüngler.

### Eigentümerstruktur
| Anteil  | Anteilseigner                |
| ------- | ---------------------------- |
| 5,12 %  | BlackRock                    |
| 3,37 %  | Norges Bank                  |
| 3,01 %  | BNP Paribas Asset Management |
| 88,50 % | Übrige Aktionäre/Streubesitz |

Stand: 13. August 2024
Anteile jeweils einschließlich der Zurechnungen gemäß Wertpapierhandelsgesetz. Der Streubesitz gemäß Definition der Deutschen Börse beträgt 88,50 %.

### Markennamen
Freenet ist im Wesentlichen unter folgenden Markennamen aktiv:
- Freenet – Mobilfunk, mobiles Internet
- Freenet.de – Internetportal (General Interest)
- klarmobil.de – Mobilfunk, mobiles Internet
- freenet TV – DVB-T2 HD
- waipu.tv – IP-Entertainment-Services
- Vitrado.de – Affiliate-Marketing
- freenet Energy – Vermarktung von Strom- und Gasprodukten
- Media Broadcast – Provider für DVBT2 und DAB+
- freenet Internet
- freenet Funk
- freenet FLEX
- CARMADA – Fuhrparkmanagement
- The Cloud – Public WiFi

Folgende Marken wurden eingestellt:
- Callmobile.de – Mobilfunk, mobiles Internet
- Gravis – Digital Lifestyle, Elektronik-Handelskette

## Kritik
Im April 2018 stellte der Geschäftsführer der Media Broadcast, deren hundertprozentiger Gesellschafter Freenet ist, wegen einer vertraglichen Auseinandersetzung um den UKW-Sendebetrieb in Aussicht, dass weite Teile des deutschen UKW-Netzes bei ausbleibender Einigung abgeschaltet werden müssten, da keine Beauftragungen für den Weiterbetrieb vorlägen. Es kam zu einem kontroversen Briefwechsel zwischen dem früheren Bundesminister für Post und Telekommunikation, Christian Schwarz-Schilling, der zugleich Mitgesellschafter des Übertragungsdienstleisters Uplink ist, und den Freenet-Aufsichtsratsmitgliedern Helmut Thoma und Wolfgang Clement. Der thüringische Medienstaatssekretär Malte Krückels stellte sich auf die Seite Schwarz-Schillings und verlangte die Aufrechterhaltung des Sendebetriebs. In einem weiteren Brief wandten sich 32 Radioveranstalter direkt an den Bundeswirtschaftsminister, da sie ihre Existenz im Falle einer Abschaltung der Sender gefährdet sähen.